# Nakladatelství Cor Jesu
Cor Jesu je české katolické nakladatelství, vydavatelství a knihkupectví sídlící v Českém Těšíně. Jako vedlejší činnost provozuje prodej náboženských potřeb zejména pro farní úřady (mešní víno, hostie, devocionále…). Od svého založení v roce 1990 vydalo přes 40 titulů, např. Ilustrovanou Bibli pro mládež (prodáno 40 000 výtisků) či zpěvník Cantate. Mimo to každoročně vydává kalendáře s katolickou tematikou.